# Кирисима
Кири́сима (яп. 霧島市 Кирисима-си) — город в Японии, находящийся в префектуре Кагосима. Площадь города составляет 603,68 км², население — 126 818 человек (1 августа 2014), плотность населения — 210,07 чел./км². В городе находится аэропорт Кагосима.

## Географическое положение
Город расположен на острове Кюсю в префектуре Кагосима региона Кюсю. С ним граничат города Сацумасендай, Каноя, Соо, Тарумидзу, Аира, Мияконодзё, Кобаяси, Эбино и посёлки Сацума, Такахару.

## Население
Население города составляет 126 818 человек (1 августа 2014), а плотность — 210,07 чел./км². Изменение численности населения с 1980 по 2005 годы:
| 1980 | 102 157 чел. |  |
| 1985 | 109 929 чел. |  |
| 1990 | 116 247 чел. |  |
| 1995 | 122 279 чел. |  |
| 2000 | 127 912 чел. |  |
| 2005 | 127 309 чел. |  |

## Символика
Деревом города считается Ilex rotunda, цветком — Rhododendron kiusianum.